# Neobisium gentile
Espèce
Synonymes
- Neobisium blothroides gentile Beier, 1939
- Neobisium blothroides giganteum Beier, 1939
- Neobisium flavum Beier, 1939
- Neobisium flavum alternum Beier, 1939
- Neobisium novum Beier, 1939

Neobisium gentile est une espèce de pseudoscorpions de la famille des Neobisiidae.

## Distribution
Cette espèce se rencontre en Bosnie-Herzégovine, en Croatie et au Monténégro.

## Liste des sous-espèces
Selon Pseudoscorpions of the World (version 3.0) :
- Neobisium gentile alternum Beier, 1939 de Croatie
- Neobisium gentile flavum Beier, 1939 de Croatie et Monténégro
- Neobisium gentile gentile Beier, 1939 de Bosnie-Herzégovine et Croatie
- Neobisium gentile giganteum Beier, 1939 de Croatie
- Neobisium gentile novum Beier, 1939 de Bosnie-Herzégovine

## Systématique et taxinomie
Cette espèce a été décrite sous le protonyme Neobisium blothroides gentile par Beier en 1939. Elle est élevée au rang d'espèce par Beier en 1947.

## Publication originale
- Beier, 1939 : Die Höhlenpseudoscorpione der Balkanhalbinsel. Studien aus dem Gebiete der Allgemeinen Karstforschung, der Wissenschaftlichen Höhlenkunde, der Eiszeitforschung und den Nachbargebieten, vol. 4, p. 1-83.